# Kevermes
Kevermes är en ort i Ungern. Den ligger i provinsen Békés, i den sydöstra delen av landet, 200 km sydost om huvudstaden Budapest. Kevermes ligger 96 meter över havet och antalet invånare är 2 401.